# برنهارد لوس
برنهارد لوس (انگلیسی: Bernhard Loos؛ زادهٔ ۳۰ ژوئیهٔ ۱۹۵۵) سیاستمدار اهل آلمان است.

## فعالیت سیاسی
برنهارد لوس از سال ۲۰۱۷ نماینده بوندستاگ از ایالت بایرن بوده‌است.